# Bernard de Walque
Bernard Georges Ghislain Anne Marie de Walque, écuyer, est un architecte belge, né à Anvers le 4 avril 1938. Il vit et travaille en Belgique.

## Biographie
Professeur et chef de projet à l’école d’architecture de La Cambre.
Il a participé à la création de la ville de Louvain-la-Neuve ,,   et est un des fondateurs en 1968 des Archives d'architecture moderne à Bruxelles, dont il fait partie du conseil d'administration en tant que trésorier.
Il a également collaboré avec Maurice Culot à la rédaction d’ouvrages de vulgarisation concernant l’architecture.

## Ouvrages publiés
- Les mots de la maison, Maurice Culot, Sophie Le Clercq, Bernard de Walque, Marc Frère, Liliane Liesens, Philippe Rotthier, Bruxelles, Archives d’architecture moderne junior, 1995,  (ISBN 978-2-87143-086-5)
- De stad in woorden. Deel 1 : Straten en buurten, Catherine Cnudde, Maurice Culot, Bernard de Walque... [et al.] ; traduction et adaptation en néerlandais : Esther Tamsma, Jan Mot et avec l'aide de Francis Strauven,  (ISBN 2-87143-096-9)
- De stad in woorden. Deel II : De gebouwen / Catherine Cnudde, Maurice Culot, Bernard de Walque... [et al.] ; traduction et adaptation en néerlandais : Esther Tamsma, Jan Mot et avec l'aide de Francis Strauven,  (ISBN 2-87143-099-3)
- Liane Liesens, Cités-jardins, 1920-1940, en Belgique, Bruxelles : Archives d'architecture moderne ; Paris : Centre Wallonie-Bruxelles, 1994 (collaboration de Bernard de Walque, avec l'aide de Anne Lauwers, Catherine Cnudde),  (ISBN 2-87143-083-7)

## Activités académiques
- Bernard de Walque est le promoteur de la thèse de : WERCOLLIER Lucio, L’architecture de Rudolf Michael Schindler, 1997-1998.
- Bernard de Walque est le promoteur de la thèse de : MAROUATEFF Odile, Le non-bâti dans l’ilôt bruxellois, 1997-1998.
- Bernard de Walque est le promoteur de la thèse de : DAMSTER Yannick, La reconversion de bâtiments anciens en musées d’Art Contemporain, 2001-2002.
- Bernard de Walque est le promoteur de la thèse de : BLEYENHEUFT Vincent, Analyse de la façade des maisons mitoyennes bruxelloises de la fin du XIXe siècle

## Filmographie
- Interview de Bernard de Walque concernant la création de Louvain-la-Neuve, archives RTBF, 2009.